# Assurbelcala
Assurbelcala, ou Aššūr-bēl-kala, gravado como maš-šur-EN-ka-la, significando “Assur é o senhor de tudo”, foi rei da Assíria (1074/3–1056 a.C.), o 89º a aparecer na lista de reis assírios. Era filho de Tiglate-Pileser I. Sucedeu o breve reinado do seu irmão, Assarideapalecur, e reinou por 18 anos. Ele foi o último rei do Médio Império Assírio, e o final do seu reinado foi marcado com uma revolução contra seu governo liderado por um Tucultimer, que permitiu que hordas de arameus pressionassem as fronteiras ocidentais da Assíria. Ele é talvez mais conhecido por sua coleção zoológica.
| Precedido por Assarideapalecur | Rei da Assíria (c. 1074–1056 a.C.) | Sucedido por Eribadade II |